# Rivière Noire (rivière aux Pommes)
Pour les articles homonymes, voir Rivière Noire.
La rivière Noire est un affluent de la rivière aux Pommes, coulant dans les municipalités de Saint-Augustin-de-Desmaures, Pont-Rouge et Neuville, dans la municipalité régionale de comté (MRC) de Portneuf, dans la région administrative de la Capitale-Nationale, dans la province de Québec, Canada.
La vallée de la rivière Noire est surtout desservie par la route 365, la route 367 et l'autoroute 40 qui relie les villes de Québec et de Trois-Rivières. Quelques routes secondaires desservent cette zone pour les besoins de l'agriculture.
Hormis les hameaux traversés, l'agriculture est la principale activité économique du secteur ; la foresterie, en second.
La surface de la rivière Noire (sauf les zones de rapides) est généralement gelée de début décembre à fin mars ; la circulation sécuritaire sur la glace se fait généralement de fin décembre à début mars. Le niveau de l'eau de la rivière varie selon les saisons et les précipitations ; la crue printanière survient en mars ou avril.

## Géographie
La rivière Noire prend sa source dans Saint-Augustin-de-Desmaures à l'Étang Martel. Cette confluence est située à 3,4 km au nord-ouest du chemin de fer, à 4,2 km au nord-ouest de l'autoroute 40, à 10,7 km au nord-est du centre-ville de Pont-Rouge et à 7,5 km au nord-ouest de la rive nord-ouest du fleuve Saint-Laurent.
À partir de sa source, la rivière Noire coule sur 16,6 km avec une dénivellation de 79 m selon les segments suivants :
- 6,4 km vers le sud-ouest surtout en zone forestière en passant près deux hameaux, jusqu'au chemin de fer ;
- 6,6 km vers le sud en formant un crochet vers l'est, en coupant la route 365 à deux reprises à cause d'une boucle vers l'ouest, jusqu'à l'autoroute 40 ;
- 3,6 km vers le sud-est jusqu'à son embouchure[4].

L'embouchure de la rivière Noire se déverse dans un coude de rivière de la rivière aux Pommes dans Neuville.
À partir de cette confluence, le courant descend la rivière aux Pommes sur 7,0 km vers le sud-ouest en serpentant en zone agricole, jusqu'à la rive est de la rivière Jacques-Cartier. De là, le courant descend vers le sud-est sur 3,6 km en suivant le cours de la rivière Jacques-Cartier jusqu'à la rive nord-ouest du fleuve Saint-Laurent.

## Toponymie
Le toponyme rivière Noire a été officialisé le 5 décembre 1968 à la Commission de toponymie du Québec.